# Otočić Rižnjak
Otočić Rižnjak är en ö i Kroatien.   Den ligger i länet Zadars län, i den sydvästra delen av landet, 190 km sydväst om huvudstaden Zagreb.